# Стубла (Медвеђа)
Стубла је насеље у Србији у општини Медвеђа у Јабланичком округу, позиционирано северозападно од седишта општине. Према попису из 2022. било је 44 становника.
Село је смештено на 540–780 m надморске висине, има заравњен атар, издужен око 2,5 km у правцу северозапад-југоисток и широк око 2 km, окружен буковом шумом.
Пут који води до села просечен је дуж долине Лепаштице. Пре него што он избије на засеок Мискићи иде тесном клисуром Рогановића реке и Мискићког потока.
Засеок Мискићи смештен је на широком и заравњеном простору, без икаквог камењара или еродираних површина, сунчан је и проветрен, а на ивицама благо изерен ка југу.

## Демографија
У насељу Стубла живи 104 пунолетна становника, а просечна старост становништва износи 49,1 година (49,8 код мушкараца и 48,4 код жена). У насељу има 40 домаћинстава, а просечан број чланова по домаћинству је 2,98.
Ово насеље је великим делом насељено Србима (према попису из 2002. године), а у последња три пописа, примећен је пад у броју становника.
Стубла је са засеоком Мискићи била расељена већ око 1960. године. По пресецању поменутог пута дуж долине Лепаштице, увођењу струје и довођењу изворске воде отпочео је повратак становника, пре свега пензионера. Они се најдуже задржавају током летњих месеци, када село заживи. Њихови млађи рођаци граде викендице.
|  |

| Демографија | Демографија | Демографија |
| Година      | Становника  | Становника  |
| ----------- | ----------- | ----------- |
| 1948.       | 418         |             |
| 1953.       | 461         |             |
| 1961.       | 422         |             |
| 1971.       | 257         |             |
| 1981.       | 130         |             |
| 1991.       | 122         | 122         |
| 2002.       | 119         | 128         |
| 2011.       | 91          |             |
| 2022.       | 44          |             |

| Етнички састав према попису из 2002.‍ | Етнички састав према попису из 2002.‍ | Етнички састав према попису из 2002.‍ | Етнички састав према попису из 2002.‍ | Етнички састав према попису из 2002.‍ |
| ------------------------------------ | ------------------------------------ | ------------------------------------ | ------------------------------------ | ------------------------------------ |
|                                      |                                      |                                      |                                      |                                      |
| Срби                                 | Срби                                 |                                      | 109                                  | 91,59%                               |
| Црногорци                            | Црногорци                            |                                      | 10                                   | 8,40%                                |

| Година пописа     | 1948. | 1953. | 1961. | 1971. | 1981. | 1991. | 2002. |
| ----------------- | ----- | ----- | ----- | ----- | ----- | ----- | ----- |
| Број домаћинстава | 74    | 81    | 82    | 60    | 37    | 40    | 40    |

| Број чланова      | 1  | 2  | 3 | 4 | 5 | 6 | 7 | 8 | 9 | 10 и више | Просек |
| ----------------- | -- | -- | - | - | - | - | - | - | - | --------- | ------ |
| Број домаћинстава | 10 | 15 | 3 | 5 | 3 | 0 | 1 | 0 | 2 | 1         | 2,98   |

| Пол    | Укупно | Неожењен/Неудата | Ожењен/Удата | Удовац/Удовица | Разведен/Разведена | Непознато |
| ------ | ------ | ---------------- | ------------ | -------------- | ------------------ | --------- |
| Мушки  | 54     | 12               | 35           | 4              | 2                  | 1         |
| Женски | 52     | 5                | 35           | 11             | 0                  | 1         |
| УКУПНО | 106    | 17               | 70           | 15             | 2                  | 2         |

| Пол    | Укупно                    | Пољопривреда, лов и шумарство | Рибарство                            | Вађење руде и камена | Прерађивачка индустрија       |
| ------ | ------------------------- | ----------------------------- | ------------------------------------ | -------------------- | ----------------------------- |
| Мушки  | 39                        | 34                            | 0                                    | 0                    | 0                             |
| Женски | 16                        | 16                            | 0                                    | 0                    | 0                             |
| УКУПНО | 55                        | 50                            | 0                                    | 0                    | 0                             |
| Пол    | Производња и снабдевање   | Грађевинарство                | Трговина                             | Хотели и ресторани   | Саобраћај, складиштење и везе |
| Мушки  | 0                         | 0                             | 0                                    | 0                    | 0                             |
| Женски | 0                         | 0                             | 0                                    | 0                    | 0                             |
| УКУПНО | 0                         | 0                             | 0                                    | 0                    | 0                             |
| Пол    | Финансијско посредовање   | Некретнине                    | Државна управа и одбрана             | Образовање           | Здравствени и социјални рад   |
| Мушки  | 0                         | 0                             | 2                                    | 0                    | 0                             |
| Женски | 0                         | 0                             | 0                                    | 0                    | 0                             |
| УКУПНО | 0                         | 0                             | 2                                    | 0                    | 0                             |
| Пол    | Остале услужне активности | Приватна домаћинства          | Екстериторијалне организације и тела | Непознато            | Непознато                     |
| Мушки  | 0                         | 0                             | 0                                    | 3                    | 3                             |
| Женски | 0                         | 0                             | 0                                    | 0                    | 0                             |
| УКУПНО | 0                         | 0                             | 0                                    | 3                    | 3                             |